# Danh sách Thủ tướng Syria
Danh sách này liệt kê các thủ tướng của Syria từ năm 1920.

## Thủ tướng
| Vương quốc Syria (1920)                                        | Vương quốc Syria (1920)        | Vương quốc Syria (1920)                         | Vương quốc Syria (1920) | Vương quốc Syria (1920) | Vương quốc Syria (1920) | Vương quốc Syria (1920)          | Vương quốc Syria (1920) |
| Thứ tự                                                         | Tên                            | Tên (Sinh–Mất)                                  | Nhậm chức               | Rời khỏi chức vụ        | Thời gian               | Đảng chính trị                   | Ghi chú |
| -------------------------------------------------------------- | ------------------------------ | ----------------------------------------------- | ----------------------- | ----------------------- | ----------------------- | -------------------------------- | --- |
| 1                                                              |                                | Rida Pasha al-Rikabi (1864–1943)                | Tháng Ba 1920           | Tháng Năm 1920          |                         | Chính trị gia độc lập            | — |
| —                                                              |                                | Hashim al-Atassi (1875–1960)                    | 3 Tháng Năm 1920        | 28 Tháng Bảy 1920       | 86 ngày                 | Chính trị gia độc lập            | — |
| 2                                                              | —                              | Alaa al-Din al-Durubi (1870–1920)               | 28 Tháng Bảy 1920       | 21 Tháng Tám 1920       | 24 ngày                 | Chính trị gia độc lập            | — |
| 3                                                              |                                | Jamil al-Ulshi (1883–1951)                      | 6 Tháng Chín 1920       | 30 Tháng Mười Một 1920  | 85 ngày                 | Chính trị gia độc lập            | — |
| Tiểu bang Syria, một phần của lãnh thổ ủy trị Pháp (1924–1930) |                                |                                                 |                         |                         |                         |                                  | |
| 4                                                              |                                | Subhi Barakat (1889–1939)                       | 26 Tháng Một 1925       | 21 Tháng Mười Hai 1925  | 329 ngày                | Chính trị gia độc lập            | — |
| —                                                              |                                | Taj al-Din al-Hasani (1885–1943)                | 29 Tháng Mười Hai 1925  | 6 Tháng Một 1926        | 8 ngày                  | Chính trị gia độc lập            | — |
| 5                                                              |                                | Ahmad Nami (1878–1962)                          | 27 Tháng Tư 1926        | 9 Tháng Hai 1928        | 1 năm, 286 ngày         | Chính trị gia độc lập            | — |
| 6                                                              |                                | Taj al-Din al-Hasani (1885–1943)                | 15 Tháng Tư 1928        | 14 Tháng Năm 1930       | 2 năm, 29 ngày          | Chính trị gia độc lập            | — |
| Cộng hòa Syria, một phần của lãnh thổ ủy trị Pháp (1930–1945)  |                                |                                                 |                         |                         |                         |                                  | |
| (6)                                                            |                                | Taj al-Din al-Hasani (1885–1943)                | 14 Tháng Năm 1930       | 19 Tháng Mười Một 1931  | 1 năm, 187 ngày         | Chính trị gia độc lập            | — |
| 7                                                              |                                | Haqqi al-Azm (1864–1955)                        | 7 Tháng Sáu 1932        | 16 Tháng Ba 1934        | 1 năm, 282 ngày         | Chính trị gia độc lập            | — |
| (6)                                                            |                                | Taj al-Din al-Hasani (1885–1943)                | 16 Tháng Ba 1934        | 22 Tháng Hai 1936       | 1 năm, 340 ngày         | Chính trị gia độc lập            | — |
| 8                                                              |                                | Ata al-Ayyubi (1877–1951)                       | 22 Tháng Hai 1936       | 21 Tháng Mười Hai 1936  | 303 ngày                | Chính trị gia độc lập            | — |
| 9                                                              |                                | Jamil Mardam Bey (1894–1960)                    | 21 Tháng Mười Hai 1936  | 18 Tháng Hai 1939       | 2 năm, 58 ngày          | Khối Quốc gia                    | — |
| 10                                                             |                                | Lutfi al-Haffar (1885–1968)                     | 23 Tháng Hai 1939       | 13 Tháng Ba 1939        | 18 ngày                 | Khối Quốc gia                    | — |
| 11                                                             |                                | Nasuhi al-Bukhari (1881–1961)                   | 6 Tháng Tư 1939         | 9 Tháng Bảy 1939        | 94 ngày                 | Chính trị gia độc lập            | — |
| 12                                                             |                                | Khalid al-Azm (1903–1965)                       | 4 Tháng Tư 1941         | 21 Tháng Chín 1941      | 170 ngày                | Chính trị gia độc lập            | — |
| 13                                                             | —                              | Hassan al-Hakim (1886–1982)                     | 21 Tháng Chín 1941      | 19 Tháng Tư 1942        | 210 ngày                | Chính trị gia độc lập            | — |
| 14                                                             | Tập tin:Husni barazi small.png | Husni al-Barazi (1895–1975)                     | 19 Tháng Tư 1942        | 10 Tháng Một 1943       | 266 ngày                | Chính trị gia độc lập            | — |
| (13)                                                           |                                | Jamil al-Ulshi (1883–1951)                      | 10 Tháng Một 1943       | 25 Tháng Ba 1943        | 74 ngày                 | Chính trị gia độc lập            | — |
| (8)                                                            |                                | Ata al-Ayyubi (1877–1951)                       | 25 Tháng Ba 1943        | 17 Tháng Tám 1943       | 145 ngày                | Chính trị gia độc lập            | — |
| 15                                                             |                                | Saadallah al-Jabiri (1891–1948)                 | 19 Tháng Tám 1943       | 14 Tháng Mười 1944      | 1 năm, 55 ngày          | Khối Quốc gia                    | — |
| 16                                                             |                                | Faris al-Khoury (1877–1962)                     | 14 Tháng Mười 1944      | 1 Tháng Mười 1945       | 352 ngày                | Khối Quốc gia                    | — |
| (15)                                                           |                                | Saadallah al-Jabiri (1891–1948)                 | 1 Tháng Mười 1945       | 24 Tháng Mười 1945      | 23 ngày                 | Khối Quốc gia                    | — |
| Cộng hòa Syria (1945–1958)                                     |                                |                                                 |                         |                         |                         |                                  | |
| (15)                                                           |                                | Saadallah al-Jabiri (1891–1948)                 | 24 Tháng Mười 1945      | 16 Tháng Mười Hai 1946  | 1 năm, 52 ngày          | Khối Quốc gia                    | — |
| —                                                              |                                | Khalid al-Azm (1903–1965)                       | 16 Tháng Mười Hai 1946  | 29 Tháng Mười Hai 1946  | 13 ngày                 | Chính trị gia độc lập            | — |
| (9)                                                            |                                | Jamil Mardam Bey (1894–1960)                    | 17 Tháng Mười Hai 1946  | 29 Tháng Mười Hai 1948  | 2 năm, 12 ngày          | Khối Quốc gia                    | — |
| (12)                                                           |                                | Khalid al-Azm (1903–1965)                       | 17 Tháng Mười Hai 1948  | 30 Tháng Ba 1949        | 103 ngày                | Chính trị gia độc lập            | — |
| 17                                                             |                                | Husni al-Za'im (1897–1949)                      | 17 Tháng Tư 1949        | 26 Tháng Sáu 1949       | 70 ngày                 | Đảng Quốc gia Xã hội Syria       | — |
| 18                                                             |                                | Muhsin al-Barazi (1904–1949)                    | 26 Tháng Sáu 1949       | 14 Tháng Tám 1949       | 49 ngày                 | Chính trị gia độc lập            | — |
| 19                                                             |                                | Hashim al-Atassi (1875–1960)                    | 17 Tháng Tám 1949       | 24 Tháng Mười Hai 1949  | 129 ngày                | Đảng Quốc gia                    | — |
| 20                                                             |                                | Nazim al-Kudsi (1906–1998)                      | 24 Tháng Mười Hai 1949  | 27 Tháng Mười Hai 1949  | 3 ngày                  | Đảng Nhân dân                    | — |
| (12)                                                           |                                | Khalid al-Azm (1903–1965)                       | 27 Tháng Mười Hai 1949  | 4 Tháng Sáu 1950        | 159 ngày                | Chính trị gia độc lập            | — |
| (20)                                                           |                                | Nazim al-Kudsi (1906–1998)                      | 4 Tháng Sáu 1950        | 27 Tháng Ba 1951        | 296 ngày                | Đảng Nhân dân                    | — |
| (12)                                                           |                                | Khalid al-Azm (1903–1965)                       | 27 Tháng Ba 1951        | 9 Tháng Tám 1951        | 135 ngày                | Chính trị gia độc lập            | — |
| (13)                                                           | —                              | Hassan al-Hakim (1886–1982)                     | 9 Tháng Tám 1951        | 13 Tháng Mười Một 1951  | 96 ngày                 | Chính trị gia độc lập            | — |
| 21                                                             |                                | Zaki al-Khatib (1887–1961)                      | 13 Tháng Mười Một 1951  | 28 Tháng Mười Một 1951  | 15 ngày                 | Đảng Nhân dân                    | — |
| 22                                                             | —                              | Maarouf al-Dawalibi (1909–2004)                 | 28 Tháng Mười Một 1951  | 29 Tháng Mười Một 1951  | 1 ngày                  | Đảng Nhân dân                    | — |
| 23                                                             |                                | Fawzi Selu (1905–1972)                          | 3 Tháng Mười Hai 1951   | 19 Tháng Bảy 1953       | 1 năm, 229 ngày         | Quân đội                         | Selu không có quyền lực, quyền lực thực sự nằm trong tay Adib Shishakli. |
| 24                                                             |                                | Adib Shishakli (1909–1964)                      | 19 Tháng Bảy 1953       | 25 Tháng Hai 1954       | 221 ngày                | Phong trào Giải phóng Ả rập      | Shishakli đã từ chức vì các mối đe dọa của một cuộc đảo chính vào năm 1954. Ông trốn khỏi đất nước, tuyên bố rằng ông không muốn đất nước rơi vào một cuộc nội chiến.                                                                         |
| 25                                                             |                                | Sabri al-Asali (1903–1976)                      | 1 Tháng Ba 1954         | 19 Tháng Sáu 1954       | 110 ngày                | Đảng Quốc gia                    | — |
| 26                                                             |                                | Said al-Ghazzi (1893–1967)                      | 19 Tháng Sáu 1954       | 3 Tháng Mười Một 1954   | 137 ngày                | Chính trị gia độc lập            | — |
| (16)                                                           |                                | Faris al-Khoury (1877–1962)                     | 3 Tháng Mười Một 1954   | 13 Tháng Hai 1955       | 102 ngày                | Đảng Nhân dân                    | — |
| (25)                                                           |                                | Sabri al-Asali (1903–1976)                      | 13 Tháng Hai 1955       | 13 Tháng Chín 1955      | 212 ngày                | Đảng Quốc gia                    | — |
| (26)                                                           |                                | Said al-Ghazzi (1893–1967)                      | 13 Tháng Chín 1955      | 14 Tháng Sáu 1956       | 275 ngày                | Chính trị gia độc lập            | — |
| (25)                                                           |                                | Sabri al-Asali (1903–1976)                      | 14 Tháng Sáu 1956       | 22 Tháng Hai 1958       | 1 năm, 251 ngày         | Đảng Quốc gia                    | — |
| Cộng hòa Liên bang Ả rập (1958–1961)                           |                                |                                                 |                         |                         |                         |                                  | |
| 27                                                             |                                | Nur al-Din Kahala (1908–1965)                   | 7 Tháng Mười 1958       | 20 Tháng Chín 1960      | 2 năm, 256 ngày         | Liên minh quốc gia               | — |
| 28                                                             |                                | Abdel Hamid al-Sarraj (1925–2013)               | 20 Tháng Chín 1960      | 16 Tháng Tám 1961       | 300 ngày                | Liên minh quốc gia               | — |
| Đệ Nhị Cộng hòa Ả rập Syria (1961–2024)                        |                                |                                                 |                         |                         |                         |                                  | |
| 29                                                             |                                | Maamun al-Kuzbari (1914–1998)                   | 29 Tháng Chín 1961      | 20 Tháng Mười Một 1961  | 52 ngày                 | Chính trị gia độc lập            | — |
| 30                                                             |                                | Izzat al-Nuss (1912–1976)                       | 20 Tháng Mười Một 1961  | 14 Tháng Mười Hai 1961  | 24 ngày                 | Quân đội                         | — |
| (22)                                                           | —                              | Maarouf al-Dawalibi (1909–2004)                 | 22 Tháng Mười Hai 1961  | 28 Tháng Ba 1962        | 96 ngày                 | Đảng Nhân dân                    | — |
| 31                                                             |                                | Bashir al-Azma (1910–1992)                      | 16 Tháng Tư 1962        | 14 Tháng Chín 1962      | 151 ngày                | Chính trị gia độc lập            | — |
| (12)                                                           |                                | Khalid al-Azm (1903–1965)                       | 17 Tháng Chín 1962      | 9 Tháng Ba 1963         | 173 ngày                | Chính trị gia độc lập            | Cuộc đảo chính năm 1963, một sự kiện được gọi là Cách mạng 8 tháng 3, lật đổ Khalid al-Azm và đưa Hội đồng Bộ Tư lệnh Cách mạng Quốc gia (NCRC) lên chính phủ, mặc dù quyền lực thực sự nằm trong Ủy ban Quân sự Ba'athist tổ chức đảo chính. |
| 32                                                             |                                | Salah al-Din al-Bitar (1912–1980)               | 9 Tháng Ba 1963         | 11 Tháng Mười Một 1963  | 247 ngày                | Đảng Ba’ath (Syria Region)       | — |
| 33                                                             |                                | Amin al-Hafiz (1921–2009)                       | 12 Tháng Mười Một 1963  | 13 Tháng Năm 1964       | 183 ngày                | Đảng Ba’ath (Syria Region)       | — |
| (32)                                                           |                                | Salah al-Din al-Bitar (1912–1980)               | 14 Tháng Năm 1964       | 3 Tháng Mười 1964       | 142 ngày                | Đảng Ba’ath (Syria Region)       | — |
| (33)                                                           |                                | Amin al-Hafiz (1921–2009)                       | 4 Tháng Mười 1964       | 22 Tháng Chín 1965      | 353 ngày                | Đảng Ba’ath (Syria Region)       | — |
| 34                                                             |                                | Yusuf Zuayyin (1931–2016)                       | 22 Tháng Chín 1965      | 21 Tháng Mười Hai 1965  | 90 ngày                 | Đảng Ba’ath (Syria Region)       | — |
| (32)                                                           |                                | Salah al-Din al-Bitar (1912–1980)               | 1 Tháng Một 1966        | 23 Tháng Hai 1966       | 53 ngày                 | Đảng Ba’ath (Syria Region)       | Salah al-Din al-Bitar bị Ủy ban Quân sự lật đổ vì sự ủng hộ của ông dành cho Michel Aflaq và Bộ Tư lệnh Quốc gia của Đảng Ba'ath Xã hội Chủ nghĩa Ả Rập.                                                                                      |
| (34)                                                           |                                | Yusuf Zuayyin (1931–2016)                       | 1 Tháng Ba 1966         | 29 Tháng Mười 1968      | 2 năm, 241 ngày         | Đảng Ba’ath Syria (Syria Region) | — |
| 35                                                             |                                | Nureddin al-Atassi (1929–1992)                  | 29 Tháng Mười 1968      | 18 Tháng Mười Một 1970  | 2 năm, 20 ngày          | Đảng Ba’ath Syria (Syria Region) | Nureddin al-Atassi đã bị lật đổ khi một vụ đổ vỡ xảy ra giữa Salah Jadid, nhà cai trị thực sự của Syria từ năm 1966 đến 1970 và Hafez al-Assad, Bộ trưởng Bộ Quốc phòng. Assad khởi xướng Phong trào khắc phục vào năm 1970.                  |
| 36                                                             |                                | Hafez al-Assad (1930–2000)                      | 21 Tháng Mười Một 1970  | 3 Tháng Tư 1971         | 133 ngày                | Đảng Ba’ath Syria (Syria Region) | — |
| 37                                                             |                                | Abdul Rahman Khleifawi (1930–2009)              | 3 Tháng Tư 1971         | 21 Tháng Mười Hai 1972  | 1 năm, 261 ngày         | Đảng Ba’ath Syria (Syria Region) | — |
| 38                                                             | —                              | Mahmoud al-Ayyubi (1932–)                       | 21 Tháng Mười Hai 1972  | 7 Tháng Tám 1976        | 3 năm 230 ngày          | Đảng Ba’ath Syria (Syria Region) | — |
| (38)                                                           |                                | Abdul Rahman Khleifawi (1930–2009)              | 7 Tháng Tám 1976        | 27 Tháng Ba 1978        | 1 năm, 233 ngày         | Đảng Ba’ath Syria (Syria Region) | — |
| 39                                                             |                                | Muhammad Ali al-Halabi (1937–2016)              | 27 Tháng Ba 1978        | 9 Tháng Một 1980        | 1 năm, 286 ngày         | Đảng Ba’ath Syria (Syria Region) | — |
| 40                                                             |                                | Abdul Rauf al-Kasm (1932–)                      | 9 Tháng Một 1980        | 1 Tháng Mười Một 1987   | 7 năm, 296 ngày         | Đảng Ba’ath Syria (Syria Region) | — |
| 41                                                             | —                              | Mahmoud Zuabi (1935–2000)                       | 1 Tháng Mười Một 1987   | 13 Tháng Ba 2000        | 12 năm, 133 ngày        | Đảng Ba’ath Syria (Syria Region) | — |
| 42                                                             | —                              | Muhammad Mustafa Mero (1941–2020)               | 13 Tháng Ba 2000        | 10 Tháng Chín 2003      | 3 năm, 180 ngày         | Đảng Ba’ath Syria (Syria Region) | — |
| 43                                                             |                                | Muhammad Naji al-Otari (1944–)                  | 10 Tháng Chín 2003      | 14 Tháng Tư 2011        | 7 năm, 217 ngày         | Đảng Ba’ath Syria (Syria Region) | — |
| 44                                                             | —                              | Adel Safar (1953–)                              | 14 Tháng Tư 2011        | 23 Tháng Sáu 2012       | 1 năm, 69 ngày          | Đảng Ba’ath Syria (Syria Region) | — |
| 45                                                             |                                | Riyad Farid Hijab (1966–)                       | 23 Tháng Sáu 2012       | 6 Tháng Tám 2012        | 44 ngày                 | Đảng Ba’ath Syria (Syria Region) | — |
| 46                                                             | —                              | Omar Ibrahim Ghalawanji (1954–)                 | 6 Tháng Tám 2012        | 9 Tháng Tám 2012        | 3 ngày                  | Đảng Ba’ath Syria (Syria Region) | — |
| 47                                                             |                                | Wael Nader al-Halqi (1964–)                     | 9 Tháng Tám 2012        | 3 Tháng Bảy 2016        | 3 năm, 328 ngày         | Đảng Ba’ath Syria (Syria Region) | — |
| 48                                                             |                                | Imad Khamis (1961–)                             | 3 Tháng Bảy 2016        | 11 Tháng Sáu 2020       | 3 năm, 344 ngày         | Đảng Ba’ath Syria (Syria Region) | — |
| 49                                                             |                                | Hussein Arnous حسين عرنوس (sinh 1953)           | 11 Tháng Sáu 2020       | 14 tháng Chín 2024      | 4 năm, 95 ngày          | Đảng Ba’ath Syria (Syria Region) | — |
| 50                                                             |                                | Mohammad Ghazi al-Jalali حسين عرنوس (sinh 1953) | 14 tháng Chín 2024      | 8 tháng Mười hai 2024   | 85 ngày                 | Đảng Ba’ath Syria (Syria Region) | |
| Chính phủ chuyển tiếp Syria (2024 - nay)                       |                                |                                                 |                         |                         |                         |                                  | |
| -                                                              |                                | Mohammad Ghazi al-Jalali حسين عرنوس (sinh 1953) | 8 tháng Mười hai 2024   | 10 tháng Mười hai 2024  | 2 ngày                  | Đảng Ba’ath Syria (Syria Region) | |
| 51                                                             |                                | Mohammed al-Bashir محمد البشير (sinh 1983)      | 10 tháng Mười hai 2024  |                         | 104 ngày                | Chính phủ chuyển tiếp            | |

## Sách tham khảo
- Moubayed, Sami M. (2006). Steel & Silk: Men and Women who shaped Syria 1900–2000. Cune Press. ISBN 1-885942-40-0.
- Seale, Patrick (1990). Asad of Syria: The Struggle for the Middle East. University of California Press. ISBN 978-0520069763.

Bản mẫu:Chủ đề Syria
Bản mẫu:Thủ tướng Syria